# La Fin de Chéri
Pour les articles homonymes, voir Chéri.
La Fin de Chéri est un roman de Colette, paru en 1926 aux éditions Flammarion, et qui reprend les personnages du roman Chéri (1920).

## Résumé
De retour du front de la guerre 14-18, Fred Peloux est toujours surnommé « Chéri » par ses proches, mais sa personnalité n'a plus rien à voir avec celle du jeune homme insouciant et futile qu'il était avant guerre. Mélancolique et désœuvré, il observe avec détachement les gens qui l'entourent s'agiter en de multiples occupations. Sa femme Edmée en particulier, n'est plus une jeune fille effacée : infirmière durant la guerre, elle a pris de l'assurance et s'éloigne de plus en plus de son époux. Sa mère, prise par de nombreuses « affaires », s'inquiète de l'humeur dépressive de son fils, et le convainc de retourner voir Léa, son ancienne maîtresse, qu'il a perdue de vue depuis des années.
Cette rencontre est une grave erreur : à la place de la femme mûre coquette et orgueilleuse, il trouve une vieille femme obèse et asexuée, en qui rien ne rappelle celle qu'il avait tant aimée, hormis sa paire de magnifiques yeux bleus. Il part en sachant qu'il ne la reverra jamais.
Quelques jours plus tard, il rencontre une vieille amie de Léa, qui conserve quantité de photos datant de leur jeunesse, où Léa apparaît belle, radieuse, élégante. À travers ces images, Chéri retrouve celle qui fut son grand, son unique amour, et s'englue dans la nostalgie d'un passé révolu. Désespéré, conscient qu'il n'a plus sa place dans ce monde d'où « sa » Léa a disparu, il fait le choix de mourir, et se tire une balle dans la tête.
Sans doute l'œuvre la plus sombre de Colette, qui lui coûta un an et demi de travail, La Fin de Chéri est un roman triste, imprégné de nostalgie et de désespoir, mais riche d'une écriture épurée et superbe[non neutre].

## Éditions
- La Fin de Chéri, Paris, éditions Flammarion, 1926
- La Fin de Chéri, dans Colette, romans, récits, souvenirs, 1920-1940, Paris, éditions Robert Laffont, 1989,  (ISBN 2-221-05401-6)